# 6th Battle Squadron
Il 6th Battle Squadron (Sesta Squadra da Battaglia) è stata una squadra navale della Royal Navy britannica che consisteva in corazzate e che serviva nella Grand Fleet.

## Storia

### Prima guerra mondiale

#### Agosto 1914
Nell'agosto 1914 la Sesta Squadra era basata a Portland, nel Dorset, e comprendeva un certo numero di corazzate pre-dreadnought.
- HMS Agamemnon
- HMS Lord Nelson
- HMS Russell
- HMS Albemarle
- HMS Cornwallis
- HMS Duncan
- HMS Exmouth
- HMS Vengeance

La HMS Lord Nelson e la Agamemnon furono trasferite al 5th Battle Squadron verso la fine del 1914. La HMS Revenge si unì per poco alla squadra nel 1915, prima che la squadra fosse sciolta. La maggior parte delle navi furono mandate nel Mediterraneo.

#### Nuova formazione
Articolo principale: Nona Divisione Corazzate
Il 13 novembre 1917 il contrammiraglio Hugh Rodman alzò la sua bandiera sulla USS New York come Comandante della Nona Divisione Corazzate statunitense. Dopo i preparativi per il servizio oltremare, la USS Wyoming, New York, Delaware e Florida fecero rotta per le isole britanniche il 25 novembre e raggiunsero Scapa Flow, nelle Isole Orcadi, il 7 dicembre 1917. Anche se continuarono a tenere la loro designazione americana di BatDiv9, le quattro dreadnought diventarono la nuova Sesta Squadra della Grand Fleet al loro arrivo in acque britanniche. Il 6th Battle Squadron operò da Scapa Flow e Rosyth.
Le corazzate statunitensi che servirono nel 6th Battle Squadron furono:
- USS Florida
- USS Wyoming
- USS New York
- USS Delaware
- USS Texas - arrivata nel gennaio 1918
- USS Arkansas - rimpiazzò la USS Delaware nel luglio 1918